# Natalia Romanowa
Natalia Aleksiejewna Romanowa (ur. 21 lipca 1714 w Sankt Petersburgu  – zm. 22 listopada 1728 w Moskwie) - córka carewicza Aleksego Romanowa i jego niemieckiej żony Szarlotty Krystyny, siostra cesarza Piotra II.
Była najstarszym dzieckiem, a także jedyną córką następcy tronu carewicza Aleksego i Szarlotty Krystyny Brunszwickiej. Przez większość swojego życia znajdowała się na swoistych "peryferiach" rodziny królewskiej. Tak było do 1719 roku, kiedy to po śmierci ostatniego syna jej dziadka Piotra I, carewicza Piotra Piotrowicza, który mieszkał i uczył się w Pałacu Zimowym wraz z bratem Natalii. Po śmierci Piotra I w 1725 roku opiekę nad jego wnukami przejęli cesarzowa Katarzyna I i jej dawny kochanek, a obecnie wszechwładny minister Aleksander Mienszykow, którzy zapewnili dzieciom Aleksego kontynuację nauki u boku córek carycy: Anny i Elżbiety. Wszystko zmieniło się w 1727 roku, kiedy jej brat (z pomocą samego księcia Mienszykowa) stał się następcą tronu (był już z woli Katarzyny I "wielkim księciem"). W niespełna rok po wstąpieniu na tron Piotr II pozbył się Mienszykowa, który w międzyczasie zaręczył go z własną córką, Marią - nienawidzący opiekuna i narzeczonej młody car oskarżył go (zresztą zgodnie z prawdą) od defraudacje na ogromną skalę, szpiegostwo i przywłaszczenia, po czym skazał na dożywotnie wygnanie do leżącego na Syberii Bieriozowa.
Zdaniem hiszpańskiego ambasadora, księcia de Liria, który kilkakrotnie miał okazję spotkać Natalię osobiście była "brzydkim, choć dobrze zbudowanym dzieckiem o pięknych oczach, której zalety ducha są o wiele większe od tych ciała: jest przyjazna, uprzejma, hojna, łagodna i bardzo inteligentna czym przyciąga wszystkich do siebie - być może wyrośnie na piękną kobietę.". Jako starsza siostra, miała niezwykle korzystny wpływ na brata, często nakłaniając go do zmiany zdania, łagodzenia sądów i wyroków, ale zmarła w wieku zaledwie czternastu lat na wyjątkowo zjadliwą odmianę ospy. Na kilka minut przed swoją śmiercią jej brat Piotr II (zmarł w tym samym wieku, w styczniu) miał według znanej legendy kazać zaprząc sługom sanie i jechać z nim do jego siostry Natalii.

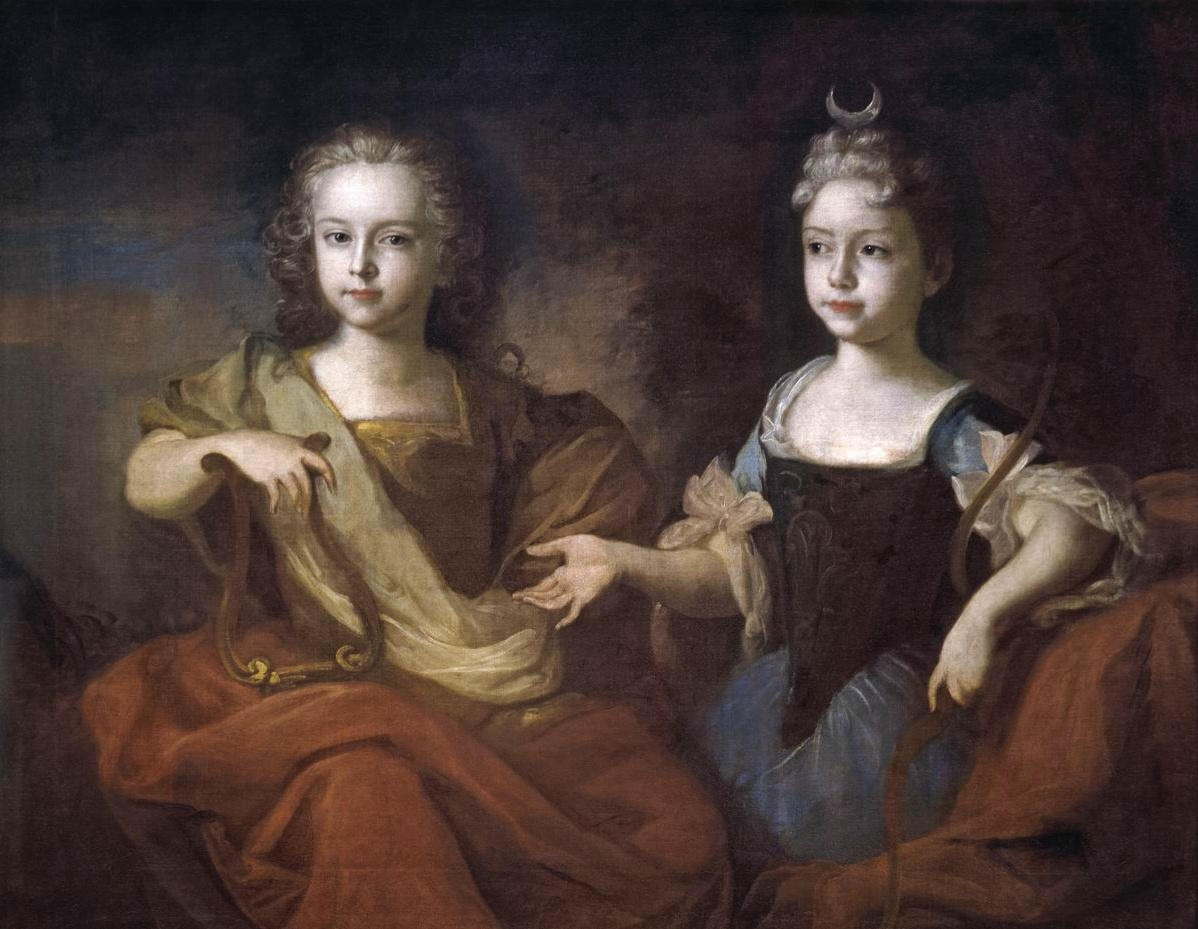
Natalia Aleksiejewna (z prawej) i Piotr Aleksiejewicz (z lewej) jako Diana i Apollo, obraz autorstwa Louisa Caravanque z roku 1722

Ciało Natalii zostało pochowane w pysznym grobowcu w Monasterze Wniebowstąpienia Pańskiego w Moskwie, który znajdował się tam do 1920 roku kiedy to komuniści zburzyli klasztor i nakazali przenieść zwłoki do Soboru św. Michała Archanioła. Na nagrobku, który nie zachował się do naszych czasów wyryte było epitafium autorstwa młodego cesarza - "Wielce błogosławiona wielka księżna Natalia Aleksiejewna, ukochana siostra cesarza Piotra II zgasła jesienią roku pańskiego tysiąc siedemset dwudziestego drugiego z woli wspaniałego Boga, który uczynił życie ludzkie świętym przez śmierć Jedynego swego Syna. Dziecko nie umarło, tylko śpi. (cytat z Ewangelii według świętego Marka, rozdział piąty, wiersz trzydziesty dziewiąty) Światło mego życia zgasłe, jedyna nadzieja pochowana w tym miejscu".
Po przeniesieniu trumny do Soboru św. Michała Archanioła w Moskwie w 1928 roku przeprowadzono oględziny zwłok Natalii i okazało się, że znajdują się one w znakomitym stanie, ubrane w haftowaną złotem brokatową suknię, pończochy z jedwabiu, wspaniałą tiarę, gwieździste kolczyki i wstęgę Orderu Świętej Katarzyny Trumna wyłożona była czarnym aksamitem, wykonana z litego srebra i ozdobiona złotą koroną. Kruszec potrzebny do wykonania trumny pochodził ze skarbca skompromitowanego Mienszykowa.